# Hubert de Bourg (comte de Kent)
Pour les autres membres de la famille, voir famille de Bourg.
 (septembre 2022).
La mise en forme du texte ne suit pas les recommandations de Wikipédia : il faut le « wikifier ».
Les points d'amélioration suivants sont les cas les plus fréquents. Le détail des points à revoir est peut-être précisé sur la page de discussion.
- Les titres sont pré-formatés par le logiciel. Ils ne sont ni en capitales, ni en gras.
- Le texte ne doit pas être écrit en capitales (les noms de famille non plus), ni en gras, ni en italique, ni en « petit »…
- Le gras n'est utilisé que pour surligner le titre de l'article dans l'introduction, une seule fois.
- L'italique est rarement utilisé : mots en langue étrangère, titres d'œuvres, noms de bateaux, etc.
- Les citations ne sont pas en italique mais en corps de texte normal. Elles sont entourées par des guillemets français : « et ».
- Les listes à puces sont à éviter, des paragraphes rédigés étant largement préférés. Les tableaux sont à réserver à la présentation de données structurées (résultats, etc.).
- Les appels de note de bas de page (petits chiffres en exposant, introduits par l'outil «  Source ») sont à placer entre la fin de phrase et le point final[comme ça].
- Les liens internes (vers d'autres articles de Wikipédia) sont à choisir avec parcimonie. Créez des liens vers des articles approfondissant le sujet. Les termes génériques sans rapport avec le sujet sont à éviter, ainsi que les répétitions de liens vers un même terme.
- Les liens externes sont à placer uniquement dans une section « Liens externes », à la fin de l'article. Ces liens sont à choisir avec parcimonie suivant les règles définies. Si un lien sert de source à l'article, son insertion dans le texte est à faire par les notes de bas de page.
- La présentation des références doit suivre les conventions bibliographiques. Il est recommandé d'utiliser les modèles {{Ouvrage}}, {{Chapitre}}, {{Article}}, {{Lien web}} et/ou {{Bibliographie}}. Le mode d'édition visuel peut mettre en forme automatiquement les références.
- Insérer une infobox (cadre d'informations à droite) n'est pas obligatoire pour parachever la mise en page.

Pour une aide détaillée, merci de consulter Aide:Wikification.
Si vous pensez que ces points ont été résolus, vous pouvez retirer ce bandeau et améliorer la mise en forme d'un autre article.
Hubert de Bourg (vers 1160 ou 1165 – 12 mai 1243), comte de Kent, justicier d'Angleterre et d'Irlande, fut l'un des hommes les plus influents d'Angleterre sous les règnes de Jean et d'Henri III.

## Biographie

### Naissance et famille
Hubert est issu d'une famille de la petite noblesse dont on connaît peu de choses. Il serait un frère cadet de Guillaume de Bourg (vers 1160? - 1205/1206), seigneur titulaire de Connaught, de Geoffroy de Burgh, évêque d'Ely, et de Thomas de Burgh, châtelain de Norwich. Cependant, les relations entre Hubert, Guillaume et ses autres frères n'ont jamais été clairement clarifiées ; il est possible qu'ils aient été frères ou demi-frères, mais il peut aussi bien s'agir de cousins. Les relations entre Hubert et les derniers des Bourg, comtes d'Ulster et seigneurs de Connaught, ne sont pas tout à fait claires, car ils descendent de Guillaume.

### Jeunesse
C'est un officier mineur au service du prince Jean en 1197 ; il devient son chambellan l'année suivante, fonction qu'il occupe jusqu'à ce que Jean devienne roi en 1199.

### Honneurs accordés par Jean
Dans les premières années du règne de Jean, la faveur royale enrichit grandement Hubert, qui reçoit l'honneur de Corfe (dans le Somerset) en 1199, et trois châteaux importants dans le Gwent en 1201 (les châteaux de Grosmont, de Skenfrith et de Llantilio). Il devient également Haut shérif du Dorset, du Somerset, de l'Herefordshire et du Berkshire, ainsi que châtelain des châteaux de Launceston et de Wallingford.
L'année suivante, Hubert de Bourg est nommé constable du château de Douvres et reçoit la charge de Falaise, en Normandie. Il est cité comme ayant été nommé Gouverneur des Cinq-Ports en 1215 et, bien qu'il ne soit pas établi qu'il ait occupé en même cet office et les fonctions de police du château de Douvres après la guerre des barons, il semble avoir occupé les deux fonctions durant une période assez longue.

### Capture d'Arthur
Après que Jean a capturé son neveu Arthur de Bretagne, sa nièce Aliénor et leurs alliés en 1202, Hubert devient leur geôlier.
Il existe plusieurs récits sur son comportement dans ce rôle, notamment sur sa complicité dans la mort d'Arthur. Ainsi, le roi aurait donné l'ordre à Hubert de lui crever les yeux, ce que celui-ci se serait refusé à faire. Cette version apparaît dans Le Roi Jean de Shakespeare. Cependant, la véracité de ces récits n'a jamais pu être établie.

### Chinon
En 1203, il obtient la garde du château de Chinon, en Touraine, une clé de la défense de la vallée de la Loire. Hubert est nommé alors que le reste des possessions des Plantagenêt tombent aux mains du roi de France. Chinon est assiégée pendant un an, avant de tomber finalement en juin 1205.
Durant cette année, il est piégé à Chinon. Les deux années suivantes, quand il devient prisonnier des Français, Hubert perd la plupart de ses possessions et de ses fonctions. Les raisons de cette disgrâce ont été longuement débattues. Après son retour en Angleterre, en 1207, il acquiert de nouvelles terres et de nouveaux offices. Parmi eux, il y a les châteaux de Lafford et de Sleaford, ainsi que des fonctions dans le Lincolnshire. Toutefois, il est probable qu'Hubert passe l'essentiel de son temps dans les possessions anglaises en France, où il est sénéchal du Poitou.

### L'invasion française
Hubert demeure loyal envers le roi durant la rébellion des barons, à la fin du règne de Jean. La Magna Carta le mentionne comme l'un de ceux qui conseillent au roi de signer la charte, et il est l'un des 25 garants de son exécution.
Hubert joue un rôle prééminent dans la défense de l'Angleterre face à l'invasion du prince Louis de France, fils de Philippe Auguste. Le premier objectif du prince est de s'emparer du château de Douvres, qui est à sa charge. Le château résiste à un siège prolongé pendant l'été et, à la fin de 1216, Louis se retire. L'été suivant, Louis ne peut continuer sans renforts de France. Hubert réunit une petite flotte qui défait une importante force française à la bataille de Douvres et à la bataille de Sandwich, qui mène finalement au retrait complet des Français d'Angleterre.

### Régent d'Henri III
Après la mort de Guillaume le Maréchal en 1219, Hubert de Bourg devient de fait régent d'Angleterre. À ce poste, il se crée nombre d'ennemis et de rivaux.
Quand Henri III est déclaré majeur en 1227, Hubert est créé comte de Kent et demeure l'une des personnes les plus influentes de la Cour. Mais, en 1232, ses ennemis, qui complotent contre lui, finissent par obtenir la perte de son office et son emprisonnement. Deux ans après, en 1234, Edmund Rich, archevêque de Cantorbéry négocie une réconciliation.

### Mort
Il meurt en 1243 à Banstead, dans le Surrey, en Angleterre.

## Mariages et descendance
Hubert de Bourg s'est marié à trois reprises :
- 1) Béatrice de Warrenne, avec laquelle il a eu deux fils, Jean et Hubert. L'aîné a hérité des domaines mais ni du titre de comte ni des autres titres.
- 2) Isabelle de Gloucester, ex-femme du roi Jean d'Angleterre (vers 1217)
- 3) la princesse Marguerite d'Écosse, fille du roi Guillaume Ier d'Écosse (1221), avec laquelle il a eu une fille, Marguerite (v. 1222-1237), appelée "Megotta", qui a épousé Richard de Clare, 5e comte d'Hertford et 6e comte de Gloucester.

Avant tous ces mariages, il a été fiancé avec Jeanne, fille de Guillaume de Reviers, mais l'engagement a été rompu en 1200.